# Natação no Campeonato Mundial de Esportes Aquáticos de 2017 - 4x100 m medley misto
A prova do revezamento 4x100 metros medley misto da natação no Campeonato Mundial de Esportes Aquáticos de 2017 ocorreu no dia 26 de julho em Budapeste na Hungria.

## Recordes
Antes desta competição, os recordes mundiais e do campeonato nesta prova eram os seguintes:
| Tipo                  | Atleta      | Tempo   | Local | Data                |
| --------------------- | ----------- | ------- | ----- | ------------------- |
|                       | Reino Unido | 3:41.71 | Cazã  | 5 de agosto de 2015 |
| Recorde do campeonato | Reino Unido | 3:41.71 | Cazã  | 5 de agosto de 2015 |

Os seguintes novos recordes foram estabelecidos durante esta competição. 
| Data        | Prova         | Nacionalidade  | Tempo   | Recordes |
| ----------- | ------------- | -------------- | ------- | -------- |
| 26 de julho | Eliminatórias | Estados Unidos | 3:40.28 | ,        |
| 26 de julho | Final         | Estados Unidos | 3:38.56 | ,        |

## Medalhistas
| Ouro | Prata | Bronze | Bronze                                                                                            |
| Estados Unidos · Matt Grevers · Lilly King · Caeleb Dressel · Simone Manuel · Ryan Murphy · Kevin Cordes · Kelsi Worrell · Mallory Comerford | Austrália · Mitch Larkin · Daniel Cave · Emma McKeon · Bronte Campbell · Kaylee McKeown · Matthew Wilson · Grant Irvine · Shayna Jack | Canadá · Kylie Masse · Richard Funk · Penny Oleksiak · Yuri Kisil · Javier Acevedo · Rebecca Smith · Chantal van Landeghem | China · Xu Jiayu · Yan Zibei · Zhang Yufei · Zhu Menghui · Li Guangyuan · Shi Jinglin · Li Zhuhao |

## Resultados

### Eliminatórias
Esses foram os resultados das eliminatórias. Foram realizadas no dia 26 de julho com início às 10:52. 
| Pos. | Bateria | Raia | Nacionalidade  | Nadadores | Tempo   | Notas |
| ---- | ------- | ---- | -------------- | --- | ------- | ----- |
| 1    | 2       | 2    | Estados Unidos | Ryan Murphy (52.34) Kevin Cordes (58.95) Kelsi Worrell (56.17) Mallory Comerford (52.82)                        | 3:40.28 | Q,    |
| 2    | 4       | 9    | Austrália      | Kaylee McKeown (1:00.03) Matthew Wilson (59.69) Grant Irvine (51.09) Shayna Jack (53.32)                        | 3:44.13 | Q,    |
| 3    | 2       | 6    | Canadá         | Javier Acevedo (54.44) Richard Funk (59.04) Rebecca Smith (57.57) Chantal van Landeghem (53.41)                 | 3:44.46 | Q     |
| 4    | 4       | 4    | Reino Unido    | Georgia Davies (59.54) Ross Murdoch (59.49) James Guy (51.12) Freya Anderson (54.64)                            | 3:44.79 | Q     |
| 5    | 3       | 5    | Rússia         | Kliment Kolesnikov (53.48) Vsevolod Zanko (59.69) Svetlana Chimrova (58.25) Viktoriya Andreyeva (54.67)         | 3:46.09 | Q     |
| 6    | 1       | 4    | China          | Li Guangyuan (53.65) Shi Jinglin (1:06.87) Li Zhuhao (52.01) Zhu Menghui (53.72)                                | 3:46.25 | Q     |
| 7    | 3       | 4    | Itália         | Margherita Panziera (1:01.03) Nicolò Martinenghi (1:00.26) Piero Codia (51.91) Silvia Di Pietro (53.55)         | 3:46.75 | Q     |
| 8    | 2       | 1    | Alemanha       | Lisa Graf (1:00.69) Christian vom Lehn (1:00.53) Aliena Schmidtke (57.70) Marius Kusch (48.74)                  | 3:47.66 | Q     |
| 9    | 4       | 3    | Argentina      | Andrea Berrino (1:01.78) Macarena Ceballos (1:09.51) Santiago Grassi (52.65) Federico Grabich (48.55)           | 3:52.49 |       |
| 10   | 1       | 3    | Japão          | Junya Koga (53.88) Runa Imai (1:09.30) Sakiko Shimizu (59.72) Tsubasa Amai (50.79)                              | 3:53.79 |       |
| 11   | 3       | 9    | México         | Fernanda González (1:02.72) Miguel de Lara (1:01.36) Daniel Ramírez (54.13) Liliana Ibáñez (56.53)              | 3:54.74 |       |
| 12   | 2       | 4    | Estónia        | Sigrid Sepp (1:03.06) Maria Romanjuk (1:09.02) Kregor Zirk (53.37) Daniel Zaitsev (50.49)                       | 3:55.94 |       |
| 13   | 2       | 8    | Eslováquia     | Katarína Listopadová (1:01.68) Tomáš Klobučník (1:01.48) Barbora Mišendová (1:01.53) Richard Nagy (52.09)       | 3:56.78 |       |
| 14   | 4       | 6    | África do Sul  | Martin Binedell (56.17) Kaylene Corbett (1:10.76) Clayton Jimmie (54.67) Erin Gallagher (55.42)                 | 3:57.02 |       |
| 15   | 3       | 8    | Letônia        | Kristina Steina (1:05.10) Daniils Bobrovs (1:02.65) Nikolajs Maskaļenko (56.27) Gabriela Ņikitina (56.68)       | 4:00.70 |       |
| 16   | 3       | 7    | Filipinas      | Nicole Oliva (1:07.02) James Deiparine (1:02.54) Jessie Lacuna (56.60) Jasmine Al-Khaldi (56.95)                | 4:03.11 |       |
| 17   | 2       | 3    | Moldávia       | Tatiana Salcutan (1:02.22) Alina Bulmag (1:10.26) Pavel Izbisciuc (57.07) Evghenii Paponin (55.49)              | 4:05.04 |       |
| 18   | 3       | 2    | Quênia         | Steven Maina (1:00.54) Rebecca Kamau (1:12.80) Emily Muteti (1:02.92) Issa Mohamed (52.58)                      | 4:08.84 |       |
| 19   | 4       | 2    | Ilhas Feroé    | Signhild Joensen (1:04.10) Róland Toftum (1:06.63) Óli Mortensen (58.62) Sára Ryggshamar Nysted (1:00.94)       | 4:10.29 |       |
| 20   | 4       | 7    | Angola         | Catarina Sousa (1:10.80) Mario Ervedosa (1:05.07) Daniel Francisco (59.77) Ana Sofia Nóbrega (1:00.04)          | 4:15.68 |       |
| 21   | 4       | 0    | Aruba          | Mikel Schreuders (1:03.75) Jordy Groters (1:04.35) Daniella van den Berg (1:09.24) Allyson Ponson (59.35)       | 4:16.69 |       |
| 22   | 3       | 6    | Maldivas       | Mubal Azzam Ibrahim (1:17.92) Sajina Aishath (1:31.53) Ismail Muthasim Adnan (1:09.07) Aminath Shajan (1:08.83) | 5:07.35 |       |
| 31 ! |         |      | Hungria        | Gábor Balog (54.67) Dániel Gyurta (DSQ) Liliána Szilágyi Zsuzsanna Jakabos                                      | DSQ     | DSQ   |
| 31 ! |         |      | Suécia         | Ida Lindborg (1:01.50) Johannes Skagius (1:00.42) Louise Hansson (DSQ) Victor Johansson                         | DSQ     | DSQ   |
| 31 ! | 1       | 5    | Seicheles      | Alexus Laird Adam Moncherry Felicity Passon Dean Hoffman                                                        | DNS     | DNS   |
| 31 ! | 2       | 5    | Israel         | DNS | DNS     | DNS   |
| 31 ! | 2       | 7    | Madagáscar     | DNS | DNS     | DNS   |
| 31 ! | 3       | 0    | Moçambique     | DNS | DNS     | DNS   |
| 31 ! | 3       | 1    | Sri Lanka      | DNS | DNS     | DNS   |
| 31 ! | 3       | 3    | Egito          | DNS | DNS     | DNS   |
| 31 ! | 4       | 1    | Finlândia      | DNS | DNS     | DNS   |

### Final
A final foi realizada em 26 de julho às 19h19. 
| Pos.              | Raia | Nadadores      | Nacionalidade                                                                                        | Tempo   | Notas              |
| ----------------- | ---- | -------------- | --- | ------- | ------------------ |
| Medalha de ouro   | 4    | Estados Unidos | Matt Grevers (52.32) Lilly King (1:04.15) Caeleb Dressel (49.92) Simone Manuel (52.17)               | 3:38.56 | Recorde mundial    |
| Medalha de prata  | 5    | Austrália      | Mitch Larkin (53.11) Daniel Cave (59.29) Emma McKeon (56.51) Bronte Campbell (52.30)                 | 3:41.21 | Recorde da Oceania |
| Medalha de bronze | 3    | Canadá         | Kylie Masse (58.22) Richard Funk (59.14) Penny Oleksiak (56.18) Yuri Kisil (47.71)                   | 3.41.25 | Recorde nacional   |
| Medalha de bronze | 7    | China          | Xu Jiayu (52.37) Yan Zibei (58.98) Zhang Yufei (56.98) Zhu Menghui (52.92)                           | 3:41.25 | Recorde asiático   |
| 5                 | 6    | Reino Unido    | Georgia Davies (59.98) Adam Peaty (57.12) James Guy (50.51) Siobhan-Marie O'Connor (53.95)           | 3:41.56 | Recorde europeu    |
| 6                 | 2    | Rússia         | Grigoriy Tarasevich (53.35) Kirill Prigoda (58.64) Svetlana Chimrova (57.18) Veronika Popova (53.85) | 3:43.02 | Recorde nacional   |
| 7                 | 8    | Alemanha       | Lisa Graf (1:00.55) Marco Koch (59.89) Aliena Schmidtke (57.29) Damian Wierling (48.30)              | 3:46.03 |                    |
| 8                 | 1    | Itália         | Matteo Milli (54.24) Nicolò Martinenghi (59.61) Ilaria Bianchi (57.25) Federica Pellegrini (55.23)   | 3.46.33 |                    |

Legenda
| Recorde mundial       | Recorde mundial (World record)               |                       | Recorde africano                      | Recorde africano (African) |                                           | Q | Classificado por posição (Qualified) |
| Recorde do campeonato | Recorde do campeonato (Championship record)  | Recorde da América    | Recorde da América (Americas)         | q                          | Classificado por melhor tempo (Qualified) |   |                                      |
| Melhor marca do ano   | Melhor marca do ano (World leading)          | Recorde asiático      | Recorde asiático (Asian)              | DNS                        | Não largou (Did not start)                |   |                                      |
| Recorde nacional      | Recorde nacional (National record)           | Recorde europeu       | Recorde europeu (European)            | DNF                        | Não terminou (Did not finish)             |   |                                      |
| Recorde pessoal       | Recorde pessoal do atleta (Personal best)    | Recorde da Oceania    | Recorde da Oceania (Oceania)          | DSQ / DQ                   | Desclassificado (Disqualified)            |   |                                      |
| Recorde da temporada  | Recorde da temporada do atleta (Season best) | Recorde sul-americano | Recorde sul-americano (South America) | NM                         | Sem marca (No mark)                       |   |                                      |